# Csúzy Zsigmond
Csúzy Zsigmond (Pápa, 1670 – Laad, 1729. július 2.) pálos rendi szerzetes, egyházi író, hitszónok.

## Munkái
- Zengedező sípszó. Pozsony, 1723 (Az esztergomi érsek költségén jelent meg és 77 prédikációt tartalmaz. Hozzá van csatolva szerzőnek versekbe foglalt: Tündérség, kinek palástja alatt ravaszon beférkezett apostoli hazánkba a mostoha atyafiság című oktatása.)
- Lelki éhséget enyhítő evangeliumi kölcsönözött három kenyér. Uo. 1724
- Evangéliumi trombita. Uo. 1724 (egyházi beszédek)
- Kosárba rakott aprólékos morzsalék. Uo. 1725 (prédikációk)
- Egész esztendőre való hármas prédikácziók. Uo. 1725

### Kéziratban
- Idea boni regiminis monastico regularis, 1717